# Försjön (Vena socken, Småland)
Försjön är en sjö i Hultsfreds kommun i Småland och ingår i Viråns huvudavrinningsområde. Sjön är 16,5 meter djup, har en yta på 0,452 kvadratkilometer och är belägen 106,2 meter över havet.

## Delavrinningsområde
Försjön ingår i det delavrinningsområde (637040-151776) som SMHI kallar för Inloppet i Näjern. Medelhöjden är 107 meter över havet och ytan är 27,61 kvadratkilometer. Räknas de 8 avrinningsområdena uppströms in blir den ackumulerade arean 172,25 kvadratkilometer. Avrinningsområdets utflöde Virån mynnar i havet. Avrinningsområdet består mestadels av skog (78 procent). Avrinningsområdet har 0,62 kvadratkilometer vattenytor vilket ger det en sjöprocent på 2,2 procent.